# Ingruentium Malorum
Ingruentium Malorum (Latijn voor Voortschrijdend kwaad) is een encycliek die paus Pius XII op 15 september 1951, gedachtenis van de Zeven smarten van Maria, uitvaardigde met betrekking tot het bidden van de Rozenkrans.
De paus begint de encycliek met een verheugde terugblik op de verkondiging van het dogma fidei van de Tenhemelopneming van Maria een jaar eerder (met de apostolische constitutie Munificentissimus Deus). Met hoeveel vreugde de paus ook terugdenkt aan de dag van die verkondiging, toen een grote menigte zich verzamelde op het Sint-Pietersplein, hij kan niet verhullen dat hij ook door grote zorgen wordt gekweld. De paus denkt hierbij in het bijzonder aan de gewapende conflicten die nog overal op de wereld plaatsvinden. Daarbij komt dat de Katholieke Kerk op tal van plaatsen wordt vervolgd. Toch zijn dit geen redenen om bij de pakken neer te zitten. Het woord uit het evangelie volgens Lucas (11:9) indachtig (vraag en er zal je gegeven worden, zoek en je zult vinden, klop en er zal voor je worden opengedaan), roept de paus op zich biddend te wenden tot Maria. Nu de maand oktober - sinds paus Pius V de rozenkransmaand - voor de deur staat, acht de paus de tijd rijp op te roepen tot extra gebedsinspanningen van de gelovigen, waarbij hij met name het bidden van de rozenkrans voorschrijft. De paus benadrukt dat de rozenkrans vooral ook in familiekring gebeden moet worden. De paus hoopt dat deze gebeden door Maria verhoord zullen worden, opdat de vrede terugkeert in individuen, families, volkeren en tussen naties. In het bijzonder vraagt de paus daarnaast aandacht voor degenen die om hun katholieke geloof zijn vervolgd en gevangengezet.